# 考亚尔佩茨
考亚尔佩茨，是匈牙利杰尔-莫雄-肖普朗州所辖的一个村。总面积31.89平方公里，总人口1296，人口密度40.6人/平方公里（2011年1月1日）。